# Cancelos (Taramundi)
Cancelos é uma aldeia espanhola localizada a 2,5 km na cidade de Taramundi na Espanha.

## Outros
- Cancelos em Taramundi